# 永平府城墙
永平府城墙，位于中国河北省卢龙县，为原永平府城墙。永平府城墙现存部分墙段及小西门、大西门（望京门）、小南门。2013年3月5日，永平府城墙列入第七批全国重点文物保护单位。

## 历史
东汉建安十二年（207年），曹操率军征乌桓，同年九月，屯兵卢龙，筑平州城，为夯土结构，为卢龙城墙之始。
明朝洪武三年（1371年），在卢龙置永平府；四年（1372年），筑永平府城，为砖石结构。之后，永平府城墙多次修缮。
2014年，当地政府开始修复西城墙。